# 喬·利奇菲爾德
喬·利奇菲爾德（英語：Joe Litchfield，1998年7月8日—）是英國的一位游泳運動員。他在歐洲游泳錦標賽上獲得過金牌，在世界游泳錦標賽上獲得過銅牌。他的兄弟馬克斯·利奇菲爾德也是一位游泳運動員。